# 188 км
188 км — населенный пункт (тип: железнодорожная будка) в городском округе город Ульяновск Ульяновской области России.

## География
Находится в Ленинском районе Ульяновска, на окраине села Карлинское у железнодорожной линии Ульяновск — Буинск.

## История
Населённый пункт появился в 1942 году при строительстве железной дороги «Волжская рокада». В селении жили семьи тех, кто обслуживал железнодорожную инфраструктуру.

## Население
| 2010 |
| ---- |
| 9    |

## Инфраструктура
Путевое хозяйство. Действует остановочный пункт 188 км

## Транспорт
Автомобильный и железнодорожный транспорт.